# کراسنه ماوه
کراسنه ماوه (به لهستانی:  Krasne Małe) یک روستا در لهستان است که در گمینا یاشونووکا واقع شده‌است.